# Vulpes (группа)
Vulpes (иное название — Vulpess) — испанский панк-рок коллектив, полностью состоящий из женщин. Образовался летом 1982 года в городе Баракальдо (Гран-Бильбао, Баскония) и приобрели популярность 23 апреля 1983 года, после трансляции телевизионной программы Caja de Ritmos, где группа исполнила песню «Me Gusta Ser una Zorra» («Мне нравится быть шлюхой»). Это кавер на песню The Stooges «I Wanna Be Your Dog» («Я хочу быть твоим псом»), с несколько дополненным текстом. Так как программа транслировалась в детское время, многие были шокированы их выступлением, что привело к медиа-скандалу и судебному делу.
Для привлечения внимания, песня была записана и издана лейблом Dos Rombos Records в виде сингла и распродана в количестве 12000 копий. Однако, столкновения с законом доставили немало проблем группе в их рекламном туре. Коллектив распался в 1983 году, а в 1985 г. они воссоединились, чтобы дать несколько концертов.
Lupe Vázquez (ударные) умерла в 1993 году, но коллектив вновь собрался в начале 2000 г.
с
мобрался
м

## Состав группы
На момент образования группа состояла из четырёх женщин в возрасте от 17 лет до 21 года:
- Loles Vázquez «Anarkoma Zorrita» — электрогитара
- Mamen Rodrigo «Evelyn Zorrita» — вокал
- Begoña Astigarraga «Ruth Zorrita» — бас-гитара
- Lupe Vázquez «Pigüy Zorrita» — ударные

Anarkoma ещё в самом начале хотела сформировать панк-рок коллектив, который состоял бы только из женщин, но коллектив мог бы быть смешанным.
У участников коллектива были разные музыкальные вкусы, Evelyn и Pigüy являлись поклонниками Брюса Спрингстина, в то время как Anarkoma и Ruth больше предпочитали панк-рок (Sex Pistols, Ramones) и рокабилли (The B-52's).
29 ноября 2003 года, как дань уважения Lupe, которая умерла в 1993, коллектив начал давать новые концерты. Некоторые их выступления были с большой посещаемостью аудитории.
В 2005 году, они записали в студии альбом, как хотели раньше, но не могли сделать это в то время. Им помог Joaquín «Killer» González (электрогитара). Альбом был издан в следующем году, под названием Me gusta ser.
В 2012 году был издан концертный альбом, под названием Barbarela 83.

## Полемика
Нам нравится быть такими какие мы есть, и мы считаем, что никто не должен удивляться тому, что мы говорим о мастурбации, потому что это естественно, это то, чем занимаются все. Намного ужаснее показывать фильмы о насилии или заставлять детей следовать какой-нибудь определённой религии.
Оригинальный текст (исп.)Nos gusta ser como somos y pensamos que a nadie debe escandalizar que digamos que nos masturbamos, porque eso es natural, eso lo hace todo el mundo. Es más fuerte poner películas violentas u obligar a niños a seguir determinado tipo de religión

Исполнение песни «Me gusta ser una zorra» в телепрограмме Caja de Ritmos вызвало значительный скандал, чему немало, спустя 15 дней, способствовало издание новостей в редакции старейшей национальной газеты страны, ABC. Из-за этой газеты дирекция телевидения должна была принять меры. Также, Народная демократическая партия Испании протестовала перед трансляцией видео, и даже генеральный прокурор Испании подал жалобу на публичный скандал. В итоге состоялась отставка директора программы, es:Carlos Tena, и телепрограмма Caja de Ritmos закрылась.
Начальные строки скандальной песни (см. ссылки):
Si tú me vienes hablando de amor,
qué dura es la vida,
o el caballo de día,
permíteme que te dé mi opinión:
mira, imbécil, que te den por culo,
me gusta ser una zorra.
Музыка кавер-версии соответствует музыке из оригинальной версии песни Игги Попа и The Stooges «I wanna be your dog» («Я хочу быть твоим псом»).

## Дискография
- «Me Gusta Ser una Zorra» / «Inkisición» (семидюймовый сингл, Dos Rombos, 1983)
- Me Gusta Ser (CD-альбом, Oihuka, 2006)
- Barbarela '83 (концертный альбом, Punk Away, 2012)